# Jack Wall
Jack Wall (født 1963 i Phoenixville, Pennsylvania) er en amerikansk komponist.
Wall tog en grad i civilingeniør fra Drexel University, og efter et kort ophold som civilingeniør gik han over til musikproduktion. Han arbejdede med musikere som John Cale, David Byrne og Patti Smith, og efter at have udført mere og mere komplekse produktions- og lydtekniske opgaver, flyttede han til musikkomposition i 1995.
Han er primært kendt for sit arbejde med computerspilserier, såsom Call of Duty, Myst, Mass Effect og Jade Empire, som han har vundet priser for. Han komponerede første gang spilmusik i 1997 til spillet Vigilance. Han har også komponeret musik til film og tv-serier, såsom Shadowhunters og Hard Target 2. I 2005 indledte Wall orkesterserien Video Games Live sammen med G.A.N.G. grundlægger og medkomponist Tommy Tallarico efter at have fungeret som dirigent for den internationale koncertturné, og var også producer på PSYCHE: A Modern Rock Opera.

## Diskografi

### Computerspil
- Vigilance (1998)
- 10Six (1998)
- Flying Saucer (1998)
- Animorphs: Know the Secret (2000)
- Evil Dead: Hail to the King (2000)
- Ultimate Ride (2001)
- Myst III: Exile (2001)
- Disney's Extremely Goofy Skateboarding (2001)
- The Mark of Kri (2002)
- Ben Hur: Blood of Braves (2003)
- Unreal II: The Awakening (2003)
- Wrath Unleashed (2004)
- Tom Clancy's Splinter Cell: Pandora Tomorrow (2004)
- Myst IV: Revelation (2004)
- Rise of the Kasai (2005)
- Neopets: The Darkest Faerie (2005)
- Jade Empire (2005)
- Mass Effect (2007)
- Mass Effect 2 (2010)
- Call of Duty: Black Ops II (2012)
- Lost Planet 3 (2013)
- Call of Duty: Black Ops III (2015)
- Into the Stars (2016)
- Dota 2 (2017)
- LawBreakers (2017)
- Call of Duty: Black Ops 4 (2018)
- Call of Duty: Black Ops Cold War (2020)
- Call of Duty: Vanguard (2021)
- Call of Duty: Modern Warfare III (2023)
- Call of Duty: Black Ops 6 (2024)

### Film og tv
- Hard Target 2 (2016)
- Shadowhunters (tv-serie, 2017–2019)